# Macrobunus chilensis
Espèce
Synonymes
- Myro chilensis Simon, 1889

Macrobunus chilensis est une espèce d'araignées aranéomorphes de la famille des Macrobunidae.

## Distribution
Cette espèce est endémique du Chili. Elle se rencontre vers Valdivia.

## Description
Le mâle holotype mesure 6 mm.

## Systématique et taxinomie
Cette espèce a été décrite sous le protonyme Myro chilensis par Simon en 1889. Elle est placée dans le genre Myropsis par Simon en 1898. Myropsis Simon, 1898 étant préoccupé par Myropsis Stimpson, 1871, il a été remplacé par Macrobunus par Roewer en 1955.

## Étymologie
Son nom d'espèce, composé de chil[i] et du suffixe latin -ensis, « qui vit dans, qui habite », lui a été donné en référence au lieu de sa découverte, le Chili.

## Publication originale
- Simon, 1889 : « Études arachnologiques. 21e Mémoire. XXX. Descriptions de quelques arachnides du Chili et remarques synonymiques sur quelques-unes des espèces décrites par Nicolet. » Annales de la Société entomologique de France, sér. 6, vol. 8, p. 217-222 (texte intégral).